# Daniel Eid
Daniel Fritz Eid (* 14. Oktober 1998 in Ulsteinvik) ist ein norwegischer Fußballspieler. Der 1,83 m große Außenverteidiger, der auch im rechten Mittelfeld eingesetzt werden kann, spielt seit Juli 2024 für Fredrikstad FK in der norwegischen Eliteserie. Sein Vertrag dort läuft bis Juli 2027.

## Karriere

### IL Hødd
Eid entstammt der Jugendabteilung des norwegischen Vereins IL Hødd, wo er für die U16 und U19 insgesamt über 50 Spiele absolvierte. 2014 debütierte Eid im Herrenbereich für die zweite Mannschaft von Hødd. Im April 2017 durfte er erstmals für die erste Mannschaft in der drittklassigen PostNord-liga auflaufen. Beim 1:1 bei Vard Haugesund spielte er direkt über die volle Distanz. In der folgenden Saison erzielte er, ebenfalls bei Vard, den 2:1-Siegtreffer in der 50. Minute – gleichzeitig sein erstes Profitor. Insgesamt absolvierte er 64 Ligaspiele (3 Tore) sowie sechs Pokaleinsätze für die erste Mannschaft und 27 Spiele für die zweite Mannschaft.

### Sogndal Fotball
Zur Saison 2020 wechselte Eid zum norwegischen Zweitligisten Sogndal Fotball, wo er einen Vertrag bis Ende 2022 unterschrieb. Sein Debüt feierte er am 3. Juli 2020 beim 4:1-Auswärtssieg bei Åsane und konnte als Startelfspieler gleich ein Tor erzielen. Nach seinem Treffer zum 3:1 in der 59. Spielminute wurde er in der 90. Spielminute ausgewechselt. Er kam in der Saison 2020 in 29 von 30 möglichen Spielen in der zweitklassigen OBOS-Liga zum Einsatz und erzielte dabei vier Tore. Sogndal schloss die Saison auf Platz 3 ab und qualifizierte sich somit für die Relegation zur Eliteserie. Beim 3:1-Sieg gegen Ranheim spielte Eid über 90 Minuten und bereitete ein Tor vor. Im entscheidenden letzten Spiel gegen Mjøndalen IF stand Eid ebenfalls in der Startelf, wurde aber beim Stand von 0:1 in der 69. Spielminute verletzungsbedingt ausgewechselt. Zwar drehte Sogndal das Spiel mit zwei Toren innerhalb von zwei Minuten zunächst, musste aber nach dem Ausgleichstreffer in der 88. Minute auch noch den Siegtreffer und somit die Rettung für Mjøndalen in der Nachspielzeit hinnehmen. In der darauffolgenden Saison spielte Eid alle 30 Ligapartien und absolvierte auch drei Partien im norwegischen Pokal, wo man in der dritten Runde gegen Åsane Fotball ausschied. Der Verein beendete die Saison 2021 auf Platz 6 und nahm somit erneut an der Relegation zur Eliteserie teil. Dort mussten Eid und Sogndal sich aber bereits nach der 0:1-Niederlage bei KFUM Oslo von den Aufstiegsträumen verabschieden.

### IFK Norrköping
Im Januar 2022 entschied sich Eid für einen Wechsel zum schwedischen Erstligisten IFK Norrköping, wo er einen Vertrag bis Ende 2025 unterschrieb. Sein Debüt in der höchsten Spielklasse in Schweden, der Allsvenskan, feierte er am 3. April 2022. Bei der 0:1-Heimniederlage am 1. Spieltag gegen Varbergs BoIS agierte Eid als Startelfspieler über 70 Minuten. Seinen ersten Treffer erzielte er beim 1:1 gegen Mjällby AIF am 11. Spieltag. In seiner ersten Saison kam er auf 28 Ligaspiele sowie zu zwei Einsätzen im Pokal. In seiner zweiten Saison absolvierte er insgesamt 32 Spiele, ein Treffer blieb ihm dabei verwehrt. In der Saison 2024 kam er erneut in 17 Einsätzen auf keinen Treffer. Sein letztes Spiel für Norrköping absolvierte er am 8. Juli 2024; bei der 1:3-Heimniederlage gegen Djurgårdens IF spielte er über die vollen 90 Minuten.

### Fredrikstad FK
Am 16. Juli 2024 gab der schwedische Erstligist den Wechsel von Eid zum Fredrikstad FK bekannt. Er unterschrieb einen Vertrag bis Ende 2027. Sein Debüt feierte er am 21. Juli 2024; beim 1:0-Auswärtssieg bei Ham-Kam wurde er in 61. Spielminute für Jeppe Kjaer eingewechselt. Er absolvierte insgesamt 15 von noch 16 ausstehenden Eliteserien-Partien und absolvierte auch alle drei Pokalbegegnungen. Im Finale gegen Molde FK wurde er in der 104. Spielminute eingewechselt und konnte nach dem 5:4 n. E. seinen ersten Profititel bejubeln.

## Erfolge
- Norwegischer Pokalsieger – 2024 mit Fredrikstad FK